# ミラー (ビール)
ミラー（Miller）は、アメリカ合衆国のビールの醸造会社。およびビールのブランドのひとつ。
1855年にウィスコンシン州ミルウォーキーで創業された。2002年7月に南アフリカ共和国のサウス・アフリカ・ブリュワリーズに吸収合併され、SABミラー社（SABMiller）の傘下となった。2016年、SABミラー社がアンハイザー・ブッシュ・インベブに買収される際、ミラークアーズ社の株式はモルソン・クアーズ社に売却された。

## 沿革
- 1855年にアメリカ合衆国・ウィスコンシン州ミルウォーキーに既に創業されていた小規模な醸造所「プランク・ロード・ブリュワリー」を、ドイツ系アメリカ人のフレデリック・ミラー（Frederick Miller）が買収して創業。
- 1903年、主力商品である「ミラー・ハイライフ」（Miller High Life）を発売。「瓶ビールのシャンパン」と呼ばれ、アメリカの典型的ラガービールの嗜好を形成したとされる。
- 1949年、ビール生産量が100万バレルを超える。さらに、1952年には300万バレルを超す。
- 1969年、フィリップ・モリス社（Philip Morris Corporation）に買収される。
- 1986年、独特の非熱処理製法による「ミラー・ジニューイン・ドラフト」（Miller Genuine Draft）を発売（フィルターの技術はサッポロビールと提携。アサヒとの提携以前はサッポロが輸入していた）。
- 1995年、日本のアサヒビールと提携、日本にてライセンス生産・販売を開始（2008年で生産終了）。
- 2002年7月に南アフリカのサウス・アフリカ・ブリュワリーズ（SAB）に吸収合併され、SABミラー社（SABMiller）の傘下となり、グループ全体では世界第2位の規模となった。
- 2016年10月、ミラークアーズ社はモルソン・クアーズ社の完全子会社となった。[1]。
- 2018年5月7日、上記の完全子会社化に伴い、モルソン・クアーズ・ジャパンが「ミラー・ジニューイン・ドラフト」を販売開始[2]。

## 製品一覧
ミラーの主な製品は下記の通り。
- ミラー・ライト（Miller Lite）：主力のラガー。アルコール度数4.2%で、ライトビールの先駆け。
- ミラー・ジニューイン・ドラフト（Miller Genuine Draft、MGD）：非加熱製法で生産。
- ミラー・ジニューイン・ドラフト・ライト（Miller Genuine Draft Light）
- ミラー・ハイライフ（Miller High Life）：1903年発売、ミラーの代表的商品。「ビールのシャンパン」とするキャッチフレーズは、シャンパンの業界団体から苦情を申し立てられている[3]。
- ミラー・ハイライフ・ライト（Miller High Life Light）